# Geosynchronous Satellite Launch Vehicle
Il Geosynchronous Satellite Launch Vehicle, conosciuto più comunemente con la sigla GSLV, è un Vettore spaziale indiano sviluppato dall'ISRO, l’agenzia spaziale indiana.

## Storia
L'India ha sviluppato i propri lanciatori SLV (primo volo nel 1979), ASLV (primo volo nel 1987) e infine PSLV (primo volo nel 1993) utilizzando principalmente motori a propulsione a propellente solido ed anche a propellente liquido, utilizzando tecnologie avanzate. Fin dalla sua messa in servizio, il lanciatore PSLV ha lanciato satelliti nazionali in orbita terrestre bassa, ma non era abbastanza potente per raggiungere orbite più alte. Per riuscire a mettere in orbita geostazionaria i suoi satelliti per telecomunicazioni (INSAT) , l'agenzia spaziale indiana ISRO ha deciso nel 1990 di sviluppare un nuovo lanciatore chiamato GSLV (sigla di Geosynchronous Satellite Launch Vehicle). A causa della spinta richiesta per inserire il satellite in orbita di trasferimento geostazionaria, il terzo stadio doveva essere alimentato da un motore a combustibile criogenico con l'utilizzo di idrogeno liquido e ossigeno liquido, ma all'epoca l'India non possedeva questi motori e non aveva neanche le competenze tecnologiche per costruirli, per cui nel 1991 fu stipulato un accordo con la società russa Glavkosmos per la fornitura del motore criogenico, che prevedeva anche il trasferimento della tecnologia e dei dettagli di progettazione del motore; in tal modo l'India avrebbe in seguito costruito il terzo stadio su licenza russa. Gli USA si opposero a quest'accordo nel 1992, in quanto avrebbe violato il Missile Technology Control Regime (MTCR), per cui l'accordo con la Russia fu rimodulato, prevedendo solo la fornitura degli stadi criogenici senza trasferimento di tecnologia. L'ISRO decise di utilizzare gli stadi criogenici russi per i primi voli e di sviluppare per i voli successivi un proprio stadio criogenico, il cui sviluppo cominciò nel 1994. Il primo lancio del GSLV, effettuato nel 2001, fu un insuccesso. Il secondo lancio fu effettuato nel 2003 e fu un successo, collocando in orbita il satellite GSAT-2. La seconda versione del razzo con il terzo stadio criogenico indiano è stata disponibile nel 2010, ma il primo lancio effettuato nello stesso anno è stato un insuccesso a causa di un guasto al terzo stadio; il secondo lancio effettuato nel 2014 è stato un successo.

## Caratteristiche tecniche
Il GSLV è un razzo a tre stadi. È alto complessivamente 49 metri ed ha un diametro da 3,4 a 2,8 metri. La sua massa è di circa 415 tonnellate. 
Il primo stadio utilizza un motore S-139 a propellente solido derivato direttamente dal primo stadio del PSLV di progettazione indiana; il primo stadio è affiancato da 4 razzi ausiliari a propellente liquido che utilizzano il motore Vikas, anch'esso usato dal PSLV. Il secondo stadio è alimentato da un motore Vikas a propellente liquido ipergolico. Il terzo stadio ha un motore criogenico che utilizza una miscela di idrogeno liquido e ossigeno liquido; nei primi voli è stato utilizzato il motore criogenico russo KVD-1 , successivamente è stato utilizzato il motore criogenico CE-7.5 sviluppato in India.

## Varianti
I razzi GSLV che utilizzano lo stadio criogenico russo (CS) sono designati come GSLV Mark I (abbreviato in GSLV Mk I) mentre le versioni che utilizzano lo stadio criogenico indiano Cryogenic Upper Stage (CUS) sono designate come GSLV Mark II (abbreviato in GSLV Mk II). Tutti i lanci di entrambe le versioni del GSLV sono stati condotti dal Centro spaziale Satish Dhawan a Sriharikota. 

### Versione Mk I
La prima versione del razzo GSLV (denominata Mk I) ha il terzo stadio alimentato da un motore russo RD-56M (KVD-1 nella classificazione indiana) che consuma una miscela ad alte prestazioni di ossigeno e idrogeno liquido. Nel 1993 l'India voleva acquisire la licenza per costruire il motore russo, ma la Russia dovette rifiutare sotto la pressione degli Stati Uniti, che la consideravano una violazione della diffusione delle tecnologie missilistiche. La Russia ha venduto sette motori e l'India ha deciso di utilizzarli per i primi lanci e di sviluppare successivamente un proprio motore. La versione Mk I era in grado di lanciare un carico utile di 1.500 Kg in orbita geostazionaria. Fra il 2001 e il 2010 (anno in cui questa versione è stata ritirata) sono stati effettuati sei lanci della versione Mk I utilizzando il motore russo, con 2 successi, 2 fallimenti parziali e 2 fallimenti totali.

### Versione Mk II
La versione Mk II differisce dalla versione precedente per il suo motore criogenico CE-7.5 sviluppato dal Liquid Propulsion Systems Centre (LPSC) dell'ISRO. Il motore è in pratica un clone virtuale del motore russo KVD-1, di cui riprende caratteristiche (dimensione, massa) e prestazioni (spinta, impulso specifico). La versione Mk II è in grado di lanciare un carico utile di 2.500 Kg in orbita geostazionaria. Fra il 2010 e il 2023 sono stati effettuati 9 lanci della versione Mk II, con 7 successi e 9 fallimenti totali.